# Acque internazionali

Immagine illustrativa sul regime internazionale del mare

Nel diritto internazionale, secondo la vigente convenzione di Montego Bay del 1982, sono considerate acque internazionali quelle acque marine che non possiedono i requisiti delle acque interne e territoriali, il cui regime viene equiparato a quello del territorio dello Stato costiero. Altri autori associano il concetto di "acque internazionali" a quello di alto mare, termine che designa l'area del mare posta di là dalla zona economica esclusiva, oltre le 200 miglia marine dalla costa, e che non è sottoposta alla sovranità di alcuno Stato.
L'origine del termine "acque internazionali" è da ricercarsi come contrapposizione alle "acque nazionali" (territoriali), che possono avere un'estensione massima di 12 miglia nautiche, e trova giustificazione nel fatto che quasi tutte le caratteristiche proprie dell'alto mare vengono estese, dalla citata convenzione, alla zona economica esclusiva (che comprende anche la zona contigua).

## Disciplina attuale

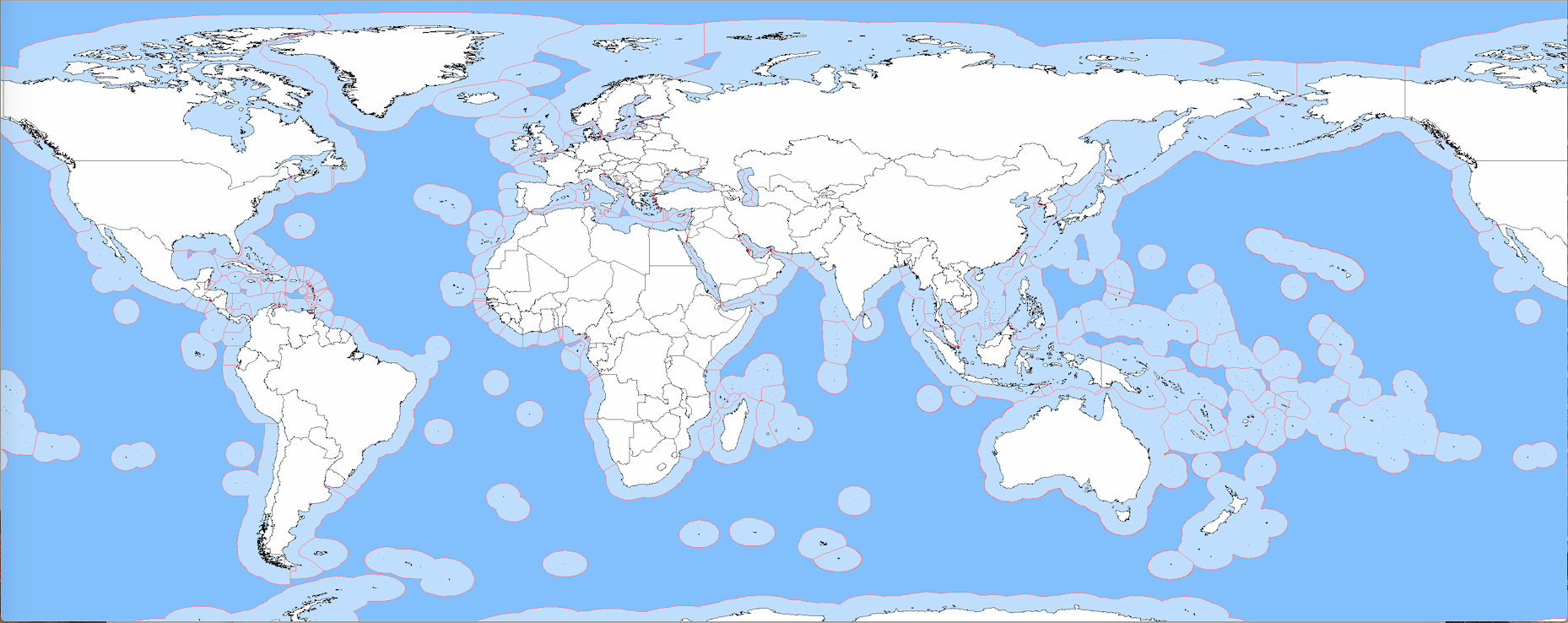
Mappa di tutte le acque al di fuori delle zone economiche esclusive (blu scuro)

L'alto mare costituisce una res communis omnium, cioè un bene appartenente a tutti: qualsiasi Stato, anche privo di sbocco al mare, ha piena libertà di navigazione e di sorvolo, nonché di posare cavi o condotte sottomarine, costruire isole artificiali e altre installazioni purché autorizzate dal diritto internazionale; ogni Stato ha, inoltre, piena libertà di pesca e di ricerca scientifica.
Ogni Stato esercita in via esclusiva la giurisdizione sulle proprie navi, ma in alcuni casi uno Stato può esercitare la propria giurisdizione su navi straniere in navigazione nelle acque internazionali:
- lo Stato può fermare e abbordare navi straniere al fine di accertarne la nazionalità o per verificare che la nave non compia atti di pirateria, di commercio di schiavi o altre attività illecite stabilite dall'articolo 110 della Convenzione di Montego Bay; tuttavia, se il sospetto sull'attività svolta dalla nave o sulla sua nazionalità si rivela infondato, lo Stato che ha proceduto all'abbordaggio deve risarcire i danni e le perdite provocate;

- ogni Stato può catturare qualsiasi nave, mercantile o da guerra, impegnata in atti di pirateria o di commercio di schiavi, ed esercitare la propria giurisdizione penale sull'equipaggio;

- ogni Stato può inseguire e catturare navi sospettate di aver violato le proprie leggi nelle sue acque interne, nel suo mare territoriale o nella sua zona contigua, nei modi stabiliti dall'articolo 111 della Convenzione di Montego Bay.

A parte queste ipotesi, uno Stato non può fermare o abbordare navi battenti bandiera straniera; inoltre, ogni qual volta si esercitano operazioni coercitive su navi straniere, l'uso della forza può avvenire solo in ultima istanza e in misura ragionevole sulla base delle circostanze del caso.

## Disciplina del fondo marino internazionale
L'articolo 136 della Convenzione di Montego Bay definisce il suolo e il sottosuolo del mare internazionale, e le risorse ivi contenute, come patrimonio comune dell'umanità; nessuno Stato può esercitare la propria sovranità su tale area, che può essere sfruttata solo per scopi pacifici, nell'interesse dell'intera umanità e assicurando la protezione dell'ambiente.
Per quanto riguarda lo sfruttamento delle risorse naturali del fondo marino internazionale, la Convenzione di Montego Bay istituisce un apposito organismo, l'Autorità internazionale dei fondali marini; tale Autorità è composta da un'Assemblea (formata dai rappresentanti di tutti gli Stati che aderiscono alla Convenzione), da un Consiglio (formato da 36 Stati eletti dall'Assemblea), e da un organo operativo, l'Impresa per i fondi marini internazionali, il quale esercita direttamente le attività di esplorazione e di sfruttamento delle risorse naturali; tali attività possono essere svolte anche da uno Stato parte della Convenzione, da imprese statali o altre persone fisiche o giuridiche aventi la nazionalità di uno Stato parte, purché autorizzati dall'Autorità.
I modi di ripartizione dei profitti finanziari e degli altri vantaggi economici ottenuti dallo sfruttamento di tale fondo marino sono stabiliti dall'Assemblea dell'Autorità (articolo 160 della Convenzione di Montego Bay); in ogni caso, la ripartizione deve essere equa e deve essere svolta "tenendo particolarmente conto degli interessi e delle necessità degli Stati in via di sviluppo".
Nel 2023, le Nazioni Unite hanno trovato un accordo per la protezione dell’alto mare, che dice che il 30% degli oceani dovrà essere protetto entro il 2030.